# Гендрі (округ, Флорида)
Шаблон:StateAbbr_ 26°33′ пн. ш. 81°10′ зх. д. / 26.55° пн. ш. 81.17° зх. д.
Округ Гендрі (англ. Hendry County) — округ (графство) у штаті Флорида, США. Ідентифікатор округу 12051.

## Історія
Округ утворений 1923 року.

## Демографія
За даними перепису 2000 року загальне населення округу становило 36210 осіб, зокрема міського населення було 22883, а сільського — 13327. Серед мешканців округу чоловіків було 20120, а жінок — 16090. В окрузі було 10850 домогосподарств, 8141 родин, які мешкали в 12294 будинках. Середній розмір родини становив 3,44.
Віковий розподіл населення поданий у таблиці:
| Стать    | До 15 років | 15-21 | 22-29 | 30-39 | 40-49 | 50-65 | 65-85 | Понад 85 |
| -------- | ----------- | ----- | ----- | ----- | ----- | ----- | ----- | -------- |
| Чоловіки | 4627        | 3261  | 2814  | 2933  | 2317  | 2405  | 1642  | 121      |
| Жінки    | 4328        | 1657  | 1722  | 2321  | 1945  | 2239  | 1665  | 213      |

## Суміжні округи
- Глейдс — північ
- Мартін — північний схід
- Окічобі — північний схід
- Палм-Біч — схід
- Бровард — південний схід
- Колльєр — південь
- Лі — захід
- Шарлотт — захід